# Ладыгин, Геннадий Степанович
Геннадий Степанович Ладыгин (10 сентября 1926 — 21 января 1993) — удмуртский писатель, журналист, собственный корреспондент газеты «Удмуртская правда» в Воткинске (1966—1993).

## Биография
Родился 10 сентября 1926 года в с. Селег Красногорского района Удмуртии. Мальчишкой работал в родной деревне, в январе 1943 года в возрасте 17-ти лет избран секретарём сельского Совета.
В августе 1943 года призван в армию и после краткосрочных курсов 18-летним лейтенантом направлен на фронт командиром отделения 136 стрелкового полка 97 стрелковой дивизии.
Награждён Орденом Славы 3 степени, двумя медалями «За отвагу» и медалью «За победу над Германией», также награждён Орденом Отечественной войны 1 степени (1985).
В 1945 году был направлен в Рижское военно-пехотное училище, после окончания которого служил в Дальневосточном военном округе.
Демобилизован в 1950 году. Приехал в город Воткинск, работал делопроизводителем в райвоенкомате. Поступил в школу рабочей молодёжи, был избран секретарём комитета комсомола школы.
В 1953—1966 годах работал литсотрудником, заведующим отделами писем, затем отделом промышленности в редакции воткинской газеты «Ленинский путь».
Заочно учился на факультете языка и литературы Удмуртского государственного педагогического института, который окончил в 1964 году.
В 1966 году стал собкором «Удмуртской правды» по Воткинску, и работал на этой должности до конца жизни.
Творческая и журналистская деятельность отмечена Почётной грамотой Союза журналистов СССР, Бронзовой медалью ВДНХ, медалями «Ветеран труда» и «За доблестный труд».

## Творчество
Как журналист писал актуальные статьи по социальным проблемам, вопросам экономики, культуры.
Автор десятков очерков, опубликованных на страницах республиканской печати и в коллективных сборниках.
В 1976 году вышла первая отдельная книга писателя «Предисловие к счастью», в которую вошли повести о событиях в Удмуртии во время Гражданской войны.
в 1982 году был опубликован роман о сельских тружениках «Души моей частица», а в 1985 году — документально-художественная повесть «Минуты словно годы».